# (99950) Euchénor
(99950) Euchénor, désignation internationale (99950) Euchenor, est un astéroïde troyen jovien.

## Description
(99950) Euchénor est un astéroïde troyen jovien, camp grec, c'est-à-dire situé au point de Lagrange L4 du système Soleil-Jupiter. Il présente une orbite caractérisée par un demi-grand axe de 5,137 UA, une excentricité de 0,079 et une inclinaison de 21,9° par rapport à l'écliptique.
Il est nommé en référence au personnage de la mythologie grecque Euchénor, acteur du conflit légendaire de la guerre de Troie.

## Compléments